# Formica ocella
Formica ocella é uma espécie de formiga do gênero Formica, pertencente à subfamília Formicinae.